# Culex bailyi
Culex bailyi är en tvåvingeart som beskrevs av Philip James Barraud 1934. Culex bailyi ingår i släktet Culex och familjen stickmyggor. Inga underarter finns listade i Catalogue of Life.